# Caroline, No
«Caroline, No» — песня Брайана Уилсона, ставшая его дебютным сольным синглом. Сингл вышел в марте 1966 года. Песня тогда достигла 32 места в США (в «Горячей сотне» журнала «Билборд»).
Вскоре песня «Caroline, No» вошла в вышедший в мае того же года студийный альбом группы Beach Boys Pet Sounds. Это последний, 13-й трек в альбоме.
В 2004 году журнал Rolling Stone поместил песню «Caroline, No» в исполнении группы Beach Boys на 211 место своего списка «500 величайших песен всех времён». В списке 2011 года песня находится на 214 месте.